# Se souvenir des belles choses
Pour plus de détails, voir Fiche technique et Distribution.
Se souvenir des belles choses est un drame français coécrit et réalisé par Zabou Breitman, tourné en 2001 et sorti en 2002.

## Synopsis
Claire Poussin (Isabelle Carré) est une jeune femme discrète de 32 ans, qui souffre de troubles de la mémoire depuis qu’elle a – suppose-t-on – reçu la foudre lors d’une promenade en forêt. Sa sœur (Anne Le Ny), plus inquiète qu’il n’y paraît, décide de la conduire au centre de mémoire « Les Écureuils », où leur mère est décédée des suites de la maladie d'Alzheimer cinq ans auparavant. Le professeur Licht (Bernard Le Coq) se montre confiant et accepte de l’accueillir au centre en hôpital de jour. La jeune femme y rencontre quelques personnes farfelues et un homme d’une quarantaine d’années, Philippe (Bernard Campan), qui a perdu sa femme et son fils dans un accident de voiture dont il ne garde ni souvenir, ni douleur. Claire commence à revivre. Avec Philippe, elle va vivre une belle histoire d'amour malgré sa maladie,,.

## Fiche technique
- Titre original : Se souvenir des belles choses
- Titre international : Beautiful Memories[4]
- Réalisation : Zabou Breitman
- Scénario, adaptation et dialogue : Zabou Breitman et Jean-Claude Deret
- Musique : Ferenc Jávori
- Décors : Marc Flouquet
- Costumes : Charlotte David
- Photographie : Dominique Chapuis
- Son : Lucien Balibar, Paul Lainé, Michel Kharat, Florent Lavallée et Éric Bonnard
- Montage : Bernard Sasia
- Production : Stéphane Marsil et Christine de Jekel[5]
- Sociétés de production[6] : Les Films de la Colombe et Les Productions de la Guéville, en coproduction avec Hugo Films et France 3 Cinéma, avec la participation de Canal+ et le CNC
- Sociétés de distribution[7] : Pan-Européenne Distribution (France) ; Les Films de l’Élysée (Belgique) et Les Films Séville (Québec) ; JMH Distributions SA (Suisse romande)
- Budget : 3 770 000 €[8]
- Pays de production :  France
- Langue originale : français, yiddish
- Format[9] : couleur - 35 mm - 1,85:1 (Panavision)
- Genre : drame, romance
- Durée : 110 minutes
- Dates de sortie[4] :
  - Québec : 24 août 2001 (Festival des films du monde de Montréal) ; 12 avril 2002 (sortie nationale)[7]
  - France : 9 janvier 2002
  - Belgique, Suisse romande : 6 février 2002[10],[11]
- Classification[12] :
  - France : tous publics[13]
  - Belgique : tous publics (Alle Leeftijden)[10]
  - Suisse romande : interdit aux moins de 14 ans[14]

## Distribution
- Isabelle Carré : Claire Poussin
- Bernard Campan : Philippe
- Bernard Le Coq : le professeur Christian Licht
- Zabou Breitman : la psychologue Marie Carrasco
- Guilaine Londez : l'orthophoniste
- Anne Le Ny : Nathalie Poussin
- Dominique Pinon : Robert
- Aude Briant : Corinne
- Denys Granier-Deferre : Toto
- François Levantal : Daniel
- Jean-Claude Deret : Léo Finkel
- Céline Léger : Sarah
- Alain Khong Chhan: le cuisinier
- Julien Courbey : Stéphane (le commis)
- Edéa Darcque
- Flavie Péan : Stella, fille au crâne rasée
- Antonin Chalon : le petit Finkel
- Maher Kamoun : Zizou

## Distinctions
Entre 2002 et 2009, Se souvenir des belles choses a été sélectionné 9 fois dans diverses catégories et a remporté 7 récompenses,.

### Récompenses
- Festival du film de Cabourg 2002 : Cygne d'Or de la meilleure révélation masculine pour Bernard Campan.
- César 2003 :
  - César de la meilleure actrice pour Isabelle Carré,
  - César du meilleur acteur dans un second rôle pour Bernard Le Coq,
  - César de la meilleure première œuvre de fiction pour Zabou Breitman.
- Étoiles d'or du cinéma français 2003 : Étoile d’or du premier film français pour Zabou Breitman.
- Lumières de la presse internationale 2003 : Lumière de la meilleure actrice pour Isabelle Carré.
- Syndicat français de la critique de cinéma et des films de télévision 2003 : Prix de la critique du meilleur premier film pour Zabou Breitman.

- Isabelle Carré et Bernard Campan ont reçu la Chistera de bronze au Festival de Saint-Jean-de-Luz
- La réalisatrice a reçu le Prix du Jury Jeunes CinéCinémas au festival du film de Sarlat
- Dominique Chapuis, le directeur de la photographie décédé en novembre 2001, a obtenu le Prix Lumière du Public à ce même festival.

### Nominations
- César 2003 : Meilleur acteur pour Bernard Campan.
- Festival du Film COLCOA 2009 : COLCOA Classiques